# Lubowidz (gemeente)
De gemeente Lubowidz is een landgemeente in het Poolse woiwodschap Mazovië, in powiat Żuromiński.
De zetel van de gemeente is in Lubowidz.
Op 30 juni 2004 telde de gemeente 7409 inwoners.

## Oppervlakte gegevens
In 2002 bedroeg de totale oppervlakte van gemeente Lubowidz 190,81 km², waarvan:
- agrarisch gebied: 59%
- bossen: 36%

De gemeente beslaat 23,7% van de totale oppervlakte van de powiat.

## Demografie
Stand op 30 juni 2004:
| Omschrijving                   | Totaal | Totaal | Vrouwen | Vrouwen | Mannen | Mannen |
| ------------------------------ | ------ | ------ | ------- | ------- | ------ | ------ |
| eenheid                        | aantal | %      | aantal  | %       | aantal | %      |
| inwoners                       | 7409   | 100    | 3824    | 51,6    | 3585   | 48,4   |
| bevolkingsdichtheid (inw./km²) | 38,8   | 38,8   | 20      | 20      | 18,8   | 18,8   |

In 2002 bedroeg het gemiddelde inkomen per inwoner 1305,87 zł.

## Administratieve plaatsen (sołectwo)
Bądzyn, Cieszki, Dziwy, Galumin, Huta, Jasiony, Kozilas, Konopaty, Kipichy, Lubowidz, Łazy, Mały Las, Mleczówka, Obórki, Osówka, Płociczno, Purzyce, Przerodki, Ruda, Rynowo, Sinogóra, Sztok, Straszewy, Suchy Grunt, Syberia, Toruniak, Wronka, Wylazłowo, Zatorowizna, Zdrojki, Zieluń (sołectwa: Zieluń-Osada en Zieluń-Wieś), Żelaźnia, Żarnówka.

## Overige plaatsen
Biały Dwór, Goliaty, Kaleje, Kipichy, Lisiny, Majdany-Leśniczówka, Sztok, Pątki, Pątki-Ośniak, Pątki-Pieńki, Przerodki, Przerodki-Kosmal, Ruda Kurzyska, Sinogóra-Psota, Sinogóra-Rozwozinek, Syberia-Wapniska, Zatorowizna-Kresy, Zdrojki-Piegowo, Zdrojki-Chojnowo.

## Aangrenzende gemeenten
Górzno, Kuczbork-Osada, Lidzbark, Lutocin, Skrwilno, Świedziebnia, Żuromin